# Tapio
Tapio a finn mitológia szerint az erdők és a vadászat istene, védőszelleme. Felesége Mielikki, gyermekeik pedig Annikki, Tellervo, Nyyrikki és Tuulikki. Különösen a keleti finn területek néphitében maradt fenn az emléke. Neve szerepel a finn istenek első felsorolásában, melyet Mikael Agricola püspök állított össze 1551-ben.
Áldozatot mutattak be tiszteletére a vadászat előtt, hogy sikeresek legyenek, valamint az első elejtett madarat is neki áldozták. A vadász mohából és zuzmóból, lucfenyő ágára épített Tapio asztalának vagy Tapio tenyerének nevezett szentélyben hagyta a madarat.